# 西淺草
西淺草（日语：／ Nishi-asakusa */?）是東京都台東區的地名，分一丁目至三丁目。郵遞區號為111-0035。2013年8月為止的人口有7,795人。

## 地理
位於台東區東部，町內有東本願寺、台東區生涯學習中心等設施。地域東至國際通，接淺草、雷門。南至淺草通，接壽。西至合羽橋道具街通，接松谷。北至言問通，接千束。
地域內為商店、辦公大樓、寺院、住居等。

## 歷史
1965年（昭和40年）實施新住居表示，松清町成立西淺草一丁目，田島町成立西淺草二丁目，柴崎町一～三丁目成立西淺草三丁目。

### 地名由來
位於淺草寺西側而得名。

## 交通
地域南部淺草通下有東京地下鐵銀座線田原町站。東部靠近筑波快線淺草站。

## 設施

### 公共設施
- 台東區生涯學習中心 - 西淺草3-25-16
- 台東區立中央圖書館 - 西淺草3-25-16（設於台東區生涯學習中心）
- 東京都卡車協會台東支部 - 西淺草2-23-1
- 東京地下鐵銀座線田原町站 - 西淺草1-1-18
- 德風幼稚園 - 西淺草1-5-5

### 寺社

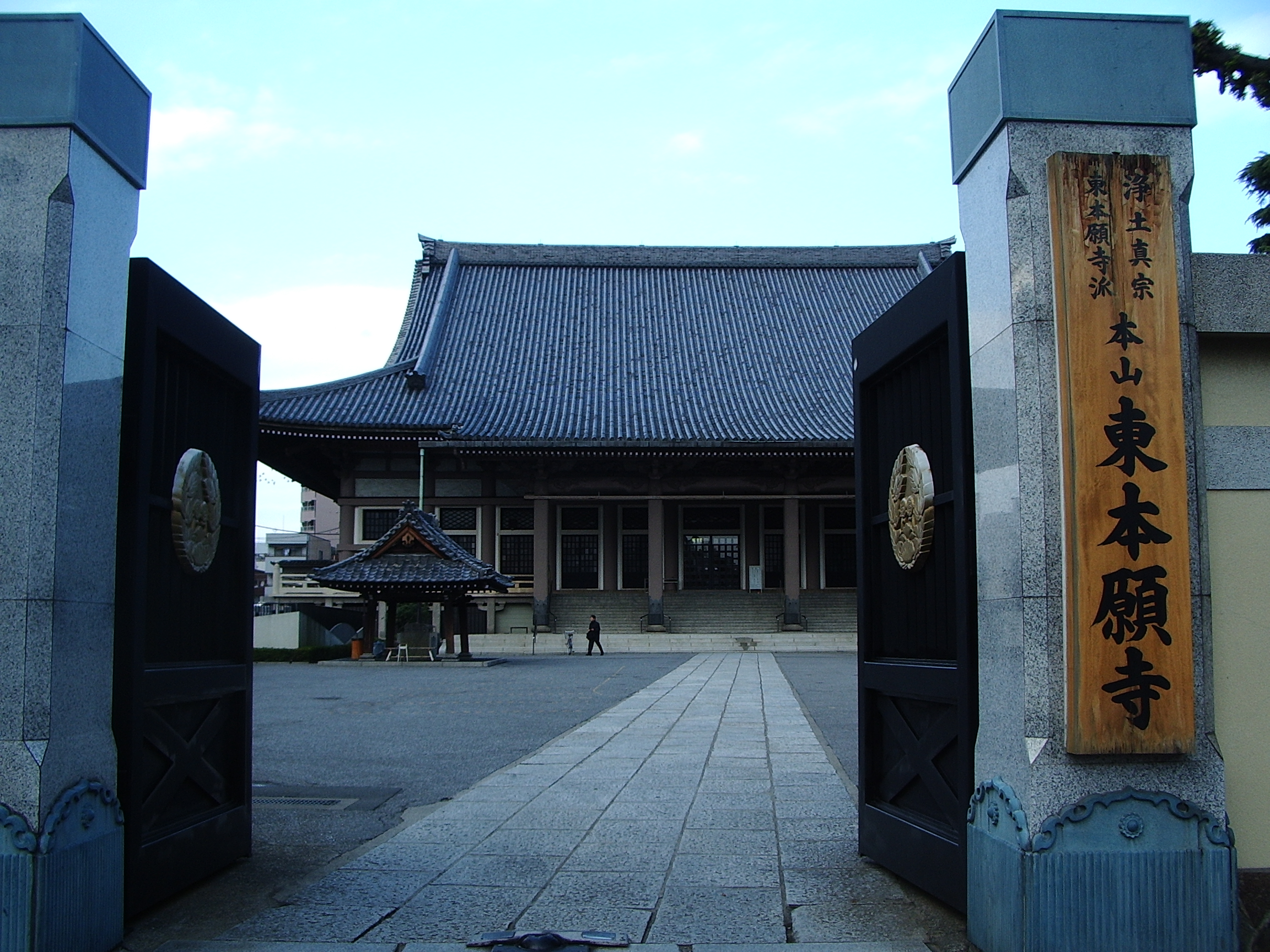
東本願寺

- 東本願寺 - 西淺草1-5-5
- 運行寺 - 西淺草1-7-12
- 圓照寺 - 西淺草1-9-3
- 壽仙院 - 西淺草3-28-1
- 立雲寺 - 西淺草2-19-7
- 清光寺 - 西淺草1-7-19
- 專勝寺 - 西淺草1-8-4
- 善照寺 - 西淺草1-4-15
- 善龍寺 - 西淺草1-9-2
- 長敬寺 - 西淺草1-2-7
- 願龍寺 - 西淺草1-2-16
- 敬覺寺 - 西淺草1-8-2
- 光圓寺 - 西淺草1-7-11
- 西光寺 - 西淺草1-6-2
- 通覺寺 - 西淺草1-6-6
- 真福寺 - 西淺草1-6-13

### 郵便局
- 淺草郵便局 - 西淺草1-1-1
- 西淺草郵便局 - 西淺草3-12-1

## 備註
1. ↑  住民基本台帳による町丁名別世帯人口数 平成２５年８月１日現在[永久]